# Разделяне на Британска Индия
Разделянето на Британска Индия (на английски: Partition of India) е процес на разделяне на бившата британска колония Британска Индия на независимите държави доминион Пакистан (14 август 1947) и Индийски съюз (15 август 1947).
Това събитие води до големи кръвопролитни стълкновения, в които, по официални данни, загиват около 1 милион души, и до масова миграция на населението (около 18 милиона, от които почти 4 милиона не са намерени при следващите преброявания).
Терминът не се отнася за следните събития:
- отделянето на Цейлон (отделна колония от 1798 г., независима от 1948 г.)
- отделянето на Бирма (отделна колония от 1937 г., независима от 1948 г.)[2]
- отделянето на Бангладеш от Пакистан през 1971 г.
- териториалния спор между Индия и Пакистан за Кашмир
- формалното съществуване на Сиким като „страна под суверенитета на Индия“ в периода 1948 – 1975 г.[3] (след което се присъединява към Индия като 22-ри щат)
- независимостта на Непал, Бутан, Шри Ланка и Малдивските острови (имащи стари връзки с Индия, те никога не са влизали в състава на Британска Индия и границите им не се повлияват след разделянето)

Насилственият характер на разделянето създава атмосфера на враждебност и подозрителност между Индия и Пакистан, която пречи на техните взаимоотношения и до днес.

## Предистория

### Края на XIX век – началото на XX век
- Основните религии на Британска Индия към 1909 г.
- Процент на мюсюлманите към 1909 г.
- Процент на индусите към 1909 г.
- Процент на будистите, сикхите и джайнистите към 1909 г.
- Основни езици към 1909 г. (северни райони)
- Плътност на населението към 1901 г.

### 1920 – 1932 г.
Всеиндийската мюсюлманска лига е образувана в Дака през 1906 г. от мюсюлмани, които се отнасят с неодобрение към преобладаващите индуси в Индийския национален конгрес и неговата светска посока. Сред първите, които предлагат нуждата от отделна държава за мюсюлманите в Британска Индия, е писателят и философ Мохамед Икбал, който се обръща с такава молба в своята председателска реч на конгреса на лигата през 1930 г., изказвайки опасения за превръщането на полуостров Индостан в държава, контролирана от индуси. С аналогични изисквания встъпва асамблеята на Синд през 1935 г. Икбал и ред други деятели полагат немалко усилия, за да се убеди Мохамед Али Джина, който по това време агитира за единство на мюсюлмани и индуси, да оглави движение за нова мюсюлманска нация. Към 1930 г. Джина започва да се убеждава, че в обединена Индия съдбата на малцинствата (в това число и мюсюлманите) ще зависи изцяло от индуистите, преобладаващи в Конгреса. Лигата на мюсюлманите, оглавявана от Джина, получава слаби резултати на изборите за местни органи на властта през 1937 г.

### 1932 – 1942 г.
През 1940 г. Джина встъпва със заявление на конференция в Лахор, в чийто текст има намеци за създаването на отделна „мюсюлманска нация“. Въпреки че документът все още не е съдържал териториални претенции, именно последните стават основен предмет на спор между мюсюлмани и индуси през следващите седем години. По това време никоя мюсюлманска партия не желае раздяла с Индия.
Организации на индусите като „Хинду Махасабха“ и други, въпреки че се противопоставят на разделянето на страната, в същото време настояват за разграничаване (власти, влияния, земя и др.) между индуските и мюсюлманските общини. През 1937 г. на 19-ата сесия на „Хинду Махасабха“ в Ахмедабад Винаяк Саваркар в своето председателско обръщение заявява:
| „ | В днешно време Индия не следва да се счита за унитарна и еднородна нация, а напротив – има две нации в една – индуси и мюсюлмани. | “ |

По-голямата част от лидерите на Индийския национален конгрес са поддръжници на светската държава и решително се противопоставят на исканията да се раздели Индия по религиозен признак. Махатма Ганди счита, че индуси и мюсюлмани могат и са длъжни да живеят в дружба. Ганди възразява срещу разделянето, заявявайки:
| „ | Цялата ми душа въстава срещу идеята, че индуизмът и ислямът представляват две антагонистични култури и доктрини. Да се приеме такава доктрина за мен означава да се отхвърли Бог. | “ |

Много години Ганди и неговите поддръжници се борят за това да се задържат мюсюлмани в партията „Индийски национален конгрес“ (масовото напускане на мюсюлманските активисти от партията започва още през 1930-те години), което дразни както индийските активисти, така и мюсюлманските националисти (Ганди е убит скоро след разделянето на Индия от индуса Натурам Годсе, който смята, че Ганди умиротворявал мюсюлманите за сметка на индусите). Политически и общностни лидери от двете страни топлят взаимно подозрение, което избликва по време на организираните бунтове от мюсюлманската лига, в частност Деня на прякото действие през август 1946 г. в Калкута, когато около 4000 души са убити, а много са ранени. Докато порядъкът в цяла Северна Индия и Бенгал се руши, нараства и напрежението от страна на тези, които желаят политическо разделяне на територията на бившата колонията като средство за избягване на по-нататъшни бунтове.

### 1942 – 1946 г.
Към 1946 г. определението на Пакистан в исканията на Мюсюлманската лига е толкова неясно, че е можело да бъде считан и като отделна държава, и като член на Индийската конфедерация.
Някои историци смятат, че Джина е имал намерения да използва заплахата на раздела като предмет на търговия, така че да се добие по-голяма независимост от Индия за мюсюлманските провинции в западните части на Британска Индия.
Други историци твърдят, че Джина реално вижда Пакистан да се разпростира даже на територии, където индусите са мнозинство. Най-малко, Джина прилага не малко усилия за анексирането на Кашмир, държава, населена основно от мюсюлмани, но също така и Хайдарабад и Джунагадх, държави с основно индуско население, но мюсюлмански владетели.
Британската колониална администрация няма пряка власт над цялата територия на Британска Индия: провинциите се управляват непосредствено от британската власт, а „държавите“ – на основание на многочислени споразумения за разделянето на властта между тях и британците. Британската колониална администрация се състои от Държавен секретар по делата на Индия, Индийска администрация, генерал-губернатор на Индия и Индийска гражданска служба. Регистрираните политически партии по това време са следните: Всеиндийска мюсюлманска лига, Комунистическа партия на Индия, Индуска Махасабха, Индийски национален конгрес, Хаксар Техрик и Юнионистка мюсюлманска лига (последната действа основно в Пенджаб).

## Разделяне от 1947 г.
Две отделни страни възникват юридически в нощта на 15 август 1947 г. Церемонията по предаването на властта е проведена по-рано през деня в Карачи, който по това време става столица на новообразувания доминион Пакистан, благодарение на което британският вицекрал Луис Маунтбатън успява да присъства на церемонията, както в Карачи, така и Делхи. Още една причина е това, че възникването на Пакистан не е изглеждало като отделяне от суверенна Индия. Затова Пакистан празнува независимостта си на 14 август, а Индия – на 15 август.

### Планът Маунтбатън‎
Фактическото разделяне между два нови доминиона е проведено в съответствие с „Планът от 3 юни“, известен също и като План Маунтбатън.
Границата между Индия и Пакистан е определена на основание на отчета от британската правителствена комисия и първоначално е наречена „линия Радклиф“ по името на лондонския юрист Сирил Радклиф. Пакистан възниква като два несъединени анклава – Източен Пакистан (днес Бангладеш) и Западен Пакистан (днес Пакистан), между които лежи Индия. Пакистан е образуван от територии, населени преимуществено от мюсюлмани, а Индия – преимуществено от индуси.
На 18 юли 1947 г. британският парламент приема Акт за независимостта на Индия, който формално завършва разделянето. В Акта за управление на Индия от 1935 г. са внесени поправки, за да се създадат законни основи за съществуването на два нови доминиона. След разделянето Пакистан става член на ООН. Индийският съюз, образуван от щатите с преобладаващ индуизъм, приема названието Индия, което автоматично му дава право да наследи мястото на Британска Индия в ООН (член от 1945 г.) и да ѝ стане правоприемник.
На 625 княжески държави е дадена възможността да направят избор към коя от двете страни да се присъединят.

### Установяване на границите: Линията Радклиф
Преди Комисията по границата да започна формални изслушвания, са назначени правителства за източните и западните части на Пенджаб. Територията на британската провинция е временно разделена, поради преобладаването на индуско или мюсюлманско население в окръзите. Както в Пенджаб, така и в Бенгал, комисията по границата се състои от двама мюсюлмански и двама немюсюлмански съдии под председателството на сър Сирил Радклиф. Целта на пенджабската комисия е сформирана по следния начин: „Да се проведе демаркация на границата между двете части на Пенджаб, въз основа на определението на районите с преобладаващо мюсюлманско и немюсюлманско население. При изпълнението на тази задача трябва да вземат предвид и други фактори“. Всяка страна предлага своите искания чрез съвет, който няма право да взима решения. Съдиите също нямат мандат за компромис и по всички важни въпроси гласуват с два гласа за и два гласа против, оставяйки в ръцете на Сирил Радклиф отговорността за вземане на решения.

### Масови миграции на населението
Веднага след официалното разделяне започва масов „обмен на население“ между двете държави, който продължава няколко месеца. След утвърждаването на официалните граници около 14,5 милиона души ги пресичат, надявайки се да намерят относителна безопасност сред хора от собствената си религия. По данни на проведеното през 1951 г. преброяване на изселени лица, скоро след разделянето 7 226 000 мюсюлмани мигрират в Пакистан (включително днешен Бангладеш) от Индия, докато 7 249 000 индуси и сикхи мигрират в Индия от Пакистан (включително днешен Бангладеш). Около 11,2 милиона души или 78% от общия обмен на населението се случва на запад, основно в Пенджаб; 5,3 милиона мюсюлмани се преселват от Индия в Западен Пенджаб в Пакистан, а 3,4 милиона индуси и сикхи се преселват от Пакистан в Източен Пенджаб в Индия.
Новообразуваните правителства съвсем не са готови да се справят с миграция от такъв мащаб, което води до масово насилие и от двете страни на границата. Броят жертви по различни оценки се колебае около 500 хиляди (по минимални оценки – 200 хиляди, по максимални – около 1 милион).

### Пенджаб
Индийският щат Пенджаб е създаден през 1947 г., когато при разделянето на Британска Индия бившата провинция Пенджаб е поделена между Индия и Пакистан. Мюсюлманската западна част на провинцията става пакистанската провинция Пенджаб, а индуската източна част става индийския щат Пенджаб. Много индуси и сикхи живеят в западната, а много мюсюлмани – в източната, което става причина за масовото преселение и кървавите стълкновения при разделянето. Лахор и Амритсар се оказват в ядрото на конфликта, а англичаните не знаят дали да ги причислят към Индия или Пакистан. В края на краищата решават, че и двата града са част от Пакистан, но поради липса на достатъчно контрол по границата Амритсар става част от Индия, а Лахор – от Пакистан.

### Бенгал
Бившата провинция на Британска Индия Бенгал бива разделена на две части. Западен Бенгал е присъединен към Индия, а Източен Бенгал – към Пакистан. През 1955 г. Източен Бенгал е преименуван на Източен Пакистан и през 1971 г. става независима държава – Бангладеш.

### Синд
Предполага се, че синдхите-индуси след разделянето остават в Синд, тъй като там традиционно съществуват добри отношения между индуси и синдхи-мюсюлмани. По времето на разделянето в Синд живеят около 1,4 милиона синдхи-индуси. Въпреки това, в течение само на една година около 1,2 милиона от тях са принудени да оставят родните си места и да потеглят към Индия, тъй като след пристигането в Синд на мюсюлманските мигранти от индуските региони зачестяват нападенията над индусите. Синдхите-индуси пострадват от разделянето в най-голяма степен, тъй като губят не само домовете си, но и родината си (за разлика от пенджабците, които традиционно живеят както в земите на бъдещ Пакистан, така и в земите на бъдеща Индия).

## Бежанци

### Пенджабски бежанци в Делхи
По оценки, около 25 милиона души – индуси, мюсюлмани и сикхи (към 1947 г.) пресичат новите граници, за да се озоват на „своя“ територия. Оценките се основават на сравнение между данните от преброяванията през 1941 и 1951 г. с поправки за прираста на население в областите на миграция.
Град Делхи приема най-голям брой бежанци в сравнение с другите градове – населението на Делхи се покачва от 1 до почти 2 милиона за периода 1941 – 1951 г. Бежанците се заселват в различни исторически и военни места като Стария форт Пурана-Кила, Червения форт, във военните казарми в Кингсуе (в района на днешния Делхийски университет).
По-късно в бежанските лагери започват да се появяват все повече постоянни домове благодарение на едромащабната строителна програма, разгърната от правителството на Индия след 1948 г. Дава се началото на програми по образованието на бежанците, предоставя им се работи, евтини заеми за началото на собствен бизнес и т.н. Все пак, бежанците в Делхи получават много повече ползи от тези програми, отколкото бежанците в другите градове.

### Бежанци, заселени в Индия
Много сикхи и индуси-пенджабци се заселват в индуските части на Пенджаб и Делхи. Индусите родом от Източен Пакистан (днес Бангладеш) се заселват в Източна и Североизточна Индия, много се нанасят в съседните щати, например Западен Бенгал, Асам и Трипура. Някои мигранти са изпратени на Андаманските острови.
Индусите синдхи остават без родина. Отговорността за тяхната рехабилитация се поема от правителството. За тях са устроени бежански лагери. Въпреки това, нито един синдх-индус не получава помощ от индийското правителство и много така и не получава никаква компенсация.
Много бежанци се справят с травмата на нищетата. Загубата на родината оказва по-дълбок и дълготраен ефект върху културата на синдхите, която е под сравнителен упадък в Индия.
В края на 2004 г. диаспората на синдхите се противопоставя в обществения съдебен процес във Върховния съд на Индия при обжалване пред правителството на Индия относно премахването на думата „Синдх“ от националния химн на Индия.

### Бежанци, заселени в Пакистан
Бежанците, заселени в Пакистан (наричани мухаджири), идват от различни региони на Индия. Тук пристигат значителен брой пенджабци от Източен Пенджаб, които се спасяват от масовите безредици. Въпреки икономическите трудности и сложните условия на живот, пенджабците в Пакистан не изпитват проблем с културната и лингвистична асимилация – напротив, пенджабците представляват влиятелно общество в Пакистан, въпреки че техният език няма държавен, а само регионален статут.
От друга страна, с подобни проблеми се сблъскват мюсюлманите, дошли в Пакситан от другите части на Индия – днешните Раджастан, Утар Прадеш, Мадхя Прадеш, Гуджарат, Бихар и други. Потомците на тези непенджабски бежанци в Пакистан често се считат за мухаджири. Мнозинството пенджабски бежанци се заселват в Синдх, особено в Карачи и Хайдерабад.
През 1970-те години за поддържането на интересите на бежанците и потомците им се образува мухаджирско движение. С времето движението нараства с поддръжници от местното население и преименувано на Движение Мутахида Кауми. Към днешно време това е най-влиятелната либерална партия в Пакистан.

## Последици

### Индия и Пакистан
Разделянето става причина за масово насилие, въпреки че Индия и Пакистан прилагат усилия за създаването на отношения. Един от най-големите спорове възниква заради Кашмир:
- Първа индо-пакистанска война от 1947 г.: при поддръжката на пакистанските войски племенните вождове организират нахлуване в Кашмир, който по-рано е присъединен към Индия с решение на главата на княжеството, Хари Сингх, въпреки че мнозинството от населението на княжеството са мюсюлмани. Решение на ООН не удовлетворява никоя от двете страни.
- Втора индо-пакистанска война от 1965 г.: въоръжени групи при поддръжката на пакистанските войски нахлуват в индийската част на Кашмир. Резултатът не е еднозначен, повечето източници считат, че Индия побеждава.[11]
- Трета индо-пакистанска война от 1971 г.: след като Индия подкрепя поддръжниците на независимостта на Бангладеш, откъсващ се от Пакистан, последният в отговор започва авионападения срещу Индия. Впоследствие Индия превзема 13 000 km2 пакистанска територия, която по-късно бива възвърната като жест на добра воля.
- Каргилска война: от май до юли 1999 г. пакистанската войска нахлува в индийската част на Кашмир, когато високо в планините не е имало постове. Индия си отвоюва всичката загубена територия.[12]

Между Индия и Пакситан продължава ядрената надпревара.

### Международни отношения
Разделянето не успява да сложи край на враждата между индуси и мюсюлмани. Милиони бенгалски индуси и мюсюлмани стават жертва на пакистанските войски в хода на войната за независимост на Бангладеш от 1971 г. Мюсюлманите в Индия периодично биват изложени на насилие от страна на индусите: характерен случай са бунтовете в Гуджарат от 2002 г. От друга страна индусите, живеещи в Пакистан, също са подложени на преследвания.

### Текуща религиозна демография на Индия, Пакистан и Бангладеш
Въпреки масовите миграции след разделянето, светската и федерална държава Индия има третото по големина в света мюсюлманско население (след Индонезия и Пакистан). В Пакистан процентът на малцинствата е значително по-малък.
Индия (по оценки от 2006 г.)
- 80,5 % индуси (839 млн.)
- 13,10 % мюсюлмани (143 млн.)
- 2,31 % християни (25 млн.)
- 2,00 % сикхи (21 млн.)
- 1,94 % будисти, джайнисти, зороастрийци и други (20 млн.)

Пакистан (по оценки от 2005 г.)
- 98,0 % мюсюлмани (159 млн.)
- 1,0 % християни (1,62 млн.)
- 1,0 % индуси, сикхи и други (1,62 млн.)

Бангладеш (по оценки от 2005 г.)
- 86 % мюсюлмани (124 млн.)
- 13 % индуси (18 млн.)
- 1 % християни, будисти и анимисти (1,44 млн.)

### Популярна литература
- Collins, Larry and Dominique Lapierre: Freedom at Midnight. London: Collins, 1975. ISBN 0-00-638851-5
- Zubrzycki, John. (2006) The Last Nizam: An Indian Prince in the Australian Outback. Pan Macmillan, Australia. ISBN 978-0-330-42321-2.

### Мемоари
- Azad, Maulana Abul Kalam: India Wins Freedom, Orient Longman, 1988. ISBN 81-250-0514-5